# 季平子
季平子（？—前505年），季孙氏，名意如，季孫宿之孫，季悼子季孫紇之子。魯昭公二十三年（前519年），叔孫昭子將魯政讓位給他。魯昭公在二十五年（前517年）九月聯合不滿季孫氏的郈昭伯和臧昭伯發動襲擊，但叔孫氏、孟孫氏出兵救援，殺了郈昭伯並打敗魯昭公的親兵，魯昭公兵敗逃到齊國，流落國外到死。
季孫意如對家臣南蒯不太尊重，南蒯於昭公十二年（前530年）據費邑反叛。季孫意如收買民心並以武力攻打兩年才獲勝，南蒯逃亡齊國。
季孫意如死後，其家臣陽貨掌權，囚禁其子季孫斯，控制三桓，並在魯國執政達三年之久。